# Holbæk
El municipi de Holbæk és un municipi danès de la Regió de Sjælland que va ser creat l'1 de gener del 2007 com a part de la Reforma Municipal Danesa, integrant els antics municipis de Jernløse, Svinninge, Tornved, Tølløse i Holbæk. El municipi és situat a l'oest de l'illa de Sjælland abastant una superfície de 604 km². També forma part del municipi l'illa d'Orø situada al fiord d'Ise (Isefjorden).
La ciutat més important i la seu administrativa del municipi és Holbæk (26.623 habitants el 2009). Altres poblacions del municipi són:
- Arnakke
- Bybjerg
- Gammel Tølløse
- Gislinge
- Hagested
- Hørby
- Jyderup
- Kirke Eskilstrup
- Knabstrup
- Kundby
- Kvanløse
- Mårsø
- Mørkøv
- Regstrup
- Sønder Jernløse
- Søstrup
- Stigs Bjergby
- Store Merløse
- Svinninge
- Tjebberup
- Tølløse
- Tuse
- Udby
- Ugerløse
- Undløse
- Vipperød

## Consell municipal
Resultats de les eleccions del 18 de novembre del 2009:
| Partit                       | vots  | % vots |
| ---------------------------- | ----- | ------ |
| Socialdemokratiet            | 11884 | 34,1   |
| Det Radikale Venstre         | 1837  | 5,3    |
| Det Konservative Folkeparti  | 2430  | 7,0    |
| Sociallisten                 | 235   | 0,7    |
| Socialistisk Folkeparti      | 4228  | 12,1   |
| Holbæklisten                 | 176   | 0,5    |
| Liberal Alliance             | 45    | 0,1    |
| Dansk Folkeparti             | 3552  | 10,2   |
| Venstre                      | 9841  | 28,2   |
| Enhedslisten - De Rød-Grønne | 614   | 1,8    |

### Alcaldes
| Alcalde          | Període               | Partit               |
| ---------------- | --------------------- | -------------------- |
| Jørn Sørensen    | 1-1-2007 a 31-12-2009 | Det Radikale Venstre |
| Søren Kjærsgaard | 1-1-2010 a 31-12-2013 | Venstre              |